# Sergei Alimowitsch Melikow

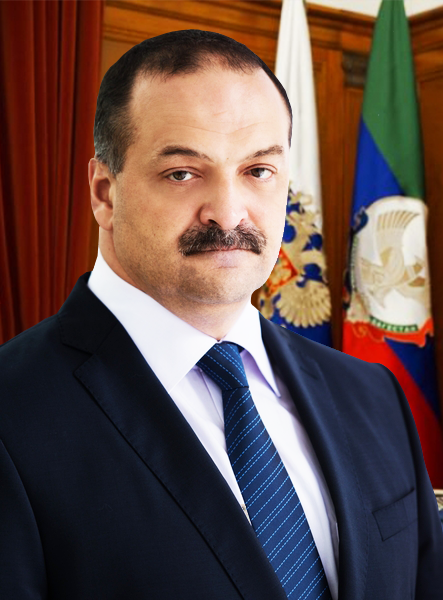
Melikow (2021)

Sergei Alimowitsch Melikow (russisch Сергей Алимович Меликов, lesgisch Меликов Сергей Алим хва; * 12. September 1965 in Orechowo-Sujewo) ist ein russischer Offizier und Politiker und seit dem 14. Oktober 2021 fünfter Präsident der Republik Dagestan. Melikow war 2019/20 Abgeordneter im russischen Föderationsrat für die Region Stawropol. Er war stellvertretender Leiter der russischen Nationalgarde und von 2016 bis 2019 Oberbefehlshaber der Nationalgarde. Melikow war von 2014 bis 2016 außerdem Bevollmächtigter des russischen Präsidenten im Föderationskreis Nordkaukasus.

## Leben
Melikow wurde 1965 bei Moskau als Sohn des lesgischen Obersts Alim Nur-Magomedowitsch (1932–2012) geboren, der Kommandeur einer Brigade der Truppen des sowjetischen Innenministeriums war. Seine russische Mutter Tatjana Nikolajewna war Lehrerin.

### Militärische Karriere
Im Jahr 1986 schloss er die Militärakademie der russischen Nationalgarde in Saratow ab und diente dann in einer Brigade der sowjetischen Truppen des Innenministeriums in der Ukraine und der Republik Moldau. Er war Mitglied der Kommunistischen Partei der UdSSR. Im Jahr 1994 schloss er ein Studium an der Fakultät für Grenz- und interne Truppen an der Militärakademie Frunse ab.
Zwischen 1994 und 1996 diente Melikow im Ersten Tschetschenienkrieg. In den Jahren 1994/95 war er zuerst stellvertretender Chef des Stabes seines Regiments dann Bataillonskommandeur der Einsatzdivision. Ab 1995 war er Offizier beim militärischen Geheimdienst. Im Jahr 1996 wurde er zum Stabschef berufen und ab 1997 stellvertretender Kommandeur der Einsatzdivision. Im Jahr 1997 wurde er stellvertretender Kommandeur und 1998 Kommandeur des 2. Regiments der Einsatzdivision der Truppen des Innenministeriums. Im März 2001 wurde er zum stellvertretenden Kommandeur der Division berufen, im Juni 2002 zum Kommandeur.
Ende der 1990er Jahre kam Melikow als Mitglied der Truppen des Innenministeriums in den Nordkaukasus. Im April 2008 wurde er dort zum Chef des Stabes berufen und zum ersten stellvertretenden Kommandeur des Regionalkommandos der Truppen des Innenministeriums.
Am 31. August 2011 schloss Melikow die Militärakademie des Generalstabes der Russischen Streitkräfte ab und wurde noch am selben Tag Kommandeur der Streitkräfte zur Durchführung von Operationen zur Terrorismusbekämpfung in der Region Nordkaukasus der Russischen Föderation im Rang eines ersten stellvertretenden Kommandeurs des Nordkaukasuskommandos der Truppen des Innenministeriums. Am 8. Mai 2014 wurde Melikow zum ersten stellvertretenden Stabschef der Truppe des Innenministeriums.

### Bevollmächtigter des Präsidenten im Föderationskreis Nordkaukasus
Am 12. Mai 2014 wurde Melikow zum Bevollmächtigten im Föderationskreis Nordkaukasus. Am selben Tag wurde er Mitglied des russischen Sicherheitsrates. Im folgenden Monat wurde er im Range eines Generalleutnants aus dem Militärdienst entlassen. Außerdem wurde er Mitglied des russischen Staatsrates. Am 10. Juli 2014 wurde Melikow zum Wirklicher Staatsrat 1. Klasse der Russischen Föderation befördert.
Am 28. Juli 2016 wurde Melikow entlassen und erster Stellvertretender Direktor der Nationalgarde der Russischen Föderation und deren Oberbefehlshaber. Mit einem Dekret des russischen Präsidenten wurde er am 12. August aus dem Staatsrat entlassen.

### Dienst in der russischen Nationalgarde
Am 26. August 2016 wurde Melikow in den Rang eines Generaloberst befördert. Im Juni 2019 reichte er seinen Rücktritt vom Amt des stellvertretenden Leiters der Nationalgarde ein.

### Föderationsrat und Präsident von Dagestan
Am 27. September 2019 berief der Gouverneur der Region Stawropol Wladimir Wladimirow Melikow zum Föderationsrat der Region. Am 5. Oktober 2020 wurde Melikow als Föderationsrat entlassen und vom russischen Präsidenten zum Präsidenten der Republik Dagestan ernannt.

## Privates
Melikows Frau Galina Anatoljewna Melikowa ist Militärärztin. Ihr gemeinsamer Sohn Michail Sergejewitsch studierte bis Juli 2018 an der Militäruniversität des russischen Verteidigungsministeriums. Sein Stiefsohn Dimitri Alexandrowitsch Serkow (1981–2007) aus einer früheren Beziehung der Ehefrau diente bei Spezialkräften des Innenministeriums. Er starb am 2. August 2007 in Dagestan während eines Gefechts.